# Alloschemone
Alloschemone, biljni rod iz porodice kozlačevki raširen u Južnoj Americi po Boliviji (departman Pando) i sjevernom Brazilu (Amazonas, Rondônia).
Postoje dvije vrste, obje su zimzelene penjačice.

## Vrste
1. Alloschemone occidentalis (Poepp.) Engl. & K.Krause
2. Alloschemone inopinata Bogner & P.C.Boyce